# 朱祐材
襄懷王朱祐材（1474年—1504年），明朝藩王，襄簡王朱見淑庶第一子，明朝第四代襄王。

## 生平
朱祐材於弘治四年（1491年）襲封襄王。他在位十三年，在弘治十七年（1504年）過世，諡號懷，無子，四年後的1508年，其長弟光化王朱祐櫍就嗣位。
朱祐材逝世後，葬于襄阳府丰乐山（今襄阳市卧龙镇青山村的王坟冲）。另王圻《續文獻通考》載朱祐材先諡襄懷惠世子，後改諡襄懷王，不知懷惠世子諡號何據。